# Tur-do-cáucaso-ocidental
O tur-do-cáucaso-ocidental (Capra caucasica) é uma espécie de capríneo endémica da parte oeste da Cordilheira do Cáucaso, na Geórgia e Rússia. É uma espécie em perigo, estando estimada a existência de apenas 4-5 mil indivíduos (2019). O tur-do-cáucaso-ocidental é protegido na União Europeia através do controlo do seu comércio.

## Habitat
O tur-do-cáucaso-ocidental habita zonas montanhosas entre 800 e 4000m. A principal causa de morte natural são as avalanches, embora também seja presa de lobos e linces.